# Stadion Wals-Siezenheim
Lo Stadion Wals-Siezenheim, ufficialmente noto come Red Bull Arena per motivi di sponsor, è uno stadio calcistico situato a Wals-Siezenheim, comune del distretto di Salzburg-Umgebung (Salisburghese), sito alla periferia sud-ovest di Salisburgo.
Vi gioca le partite casalinghe la squadra del Salisburgo e, dal 2013, la squadra controllata dalla stessa RedBull del Liefering.

## Storia
I primi progetti per la costruzione di un nuovo stadio di calcio a Salisburgo risalgono agli anni novanta. Nel 1997 un progetto, che avrebbe dovuto divenire operativo entro cinque anni, fu proposto per sostenere la candidatura dell'Austria ad ospitare il Campionato europeo di calcio 2004.
Sfumata quest'ipotesi, l'Austria ha poi ottenuto l'organizzazione (insieme alla Svizzera) dell'edizione 2008 e, proprio in previsione di questo evento la costruzione della struttura è finalmente iniziata, nell'ottobre 2001. L'inaugurazione dell'impianto è avvenuta nel marzo del 2003.
Costruito in origine per accogliere 18 200 spettatori, è stato successivamente ampliato per arrivare a 30 188 in vista di Euro 2008. La ristrutturazione, iniziata nel luglio 2005, è terminata il 25 luglio del 2007.

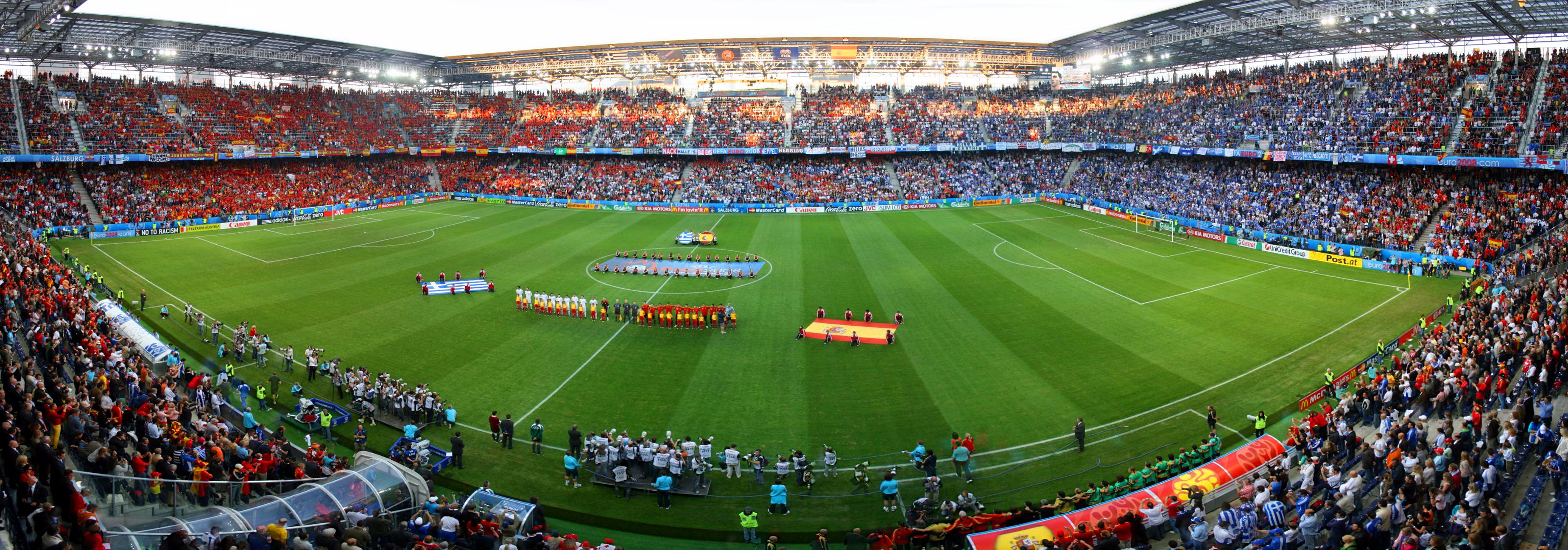
L'interno dello stadio

È diventato l'impianto casalingo della squadra dell'Austria Salisburgo in sostituzione del vecchio Lehener Stadion. Quando, nel 2005, il club è stato acquistato dalla RedBull, anche lo stadio ha assunto la denominazione commerciale di Red Bull Arena. Oggi è lo stadio più grande della Bundesliga austriaca: con i suoi 30 188 posti, il Wals-Siezenheim è secondo per dimensioni solo all'Ernst Happel Stadion di Vienna, il quale, però, di norma non ospita partite del campionato austriaco.
Dal 2013, inoltre, l’impianto ospita le partite interne del Liefering, altro club di proprietà della RedBull.

## Caratteristiche
Lo Stadion Wals-Siezenheim è l'unico in Austria ad avere un terreno di gioco composto da erba sintetica, adottata nel 2005. Successivamente convertito in erba naturale con sottosuolo riscaldato

## Eventi ospitati

### Concerti musicali
- 29 giugno 2005, tappa del Live at Last Tour di Anastacia.

### Finali di ÖFB-Cup
- 23 maggio 2004  Grazer AK- Austria Vienna 3-3 dts (5-4 dcr)

### Euro 2008
- 10 giugno 2008  Grecia- Svezia 0-2 (Primo turno, gruppo D)
- 14 giugno 2008  Grecia- Russia 0-1 (Primo turno, gruppo D)
- 18 giugno 2008  Grecia- Spagna 1-2 (Primo turno, gruppo D)